# 雷平镇
雷平镇，是中华人民共和国广西壮族自治区崇左市大新县下辖的一个乡镇级行政单位。

## 行政区划
雷平镇下辖以下地区：
太平社区、中军村、公益村、新益村、后益村、车站村、左安村、品现村、三伦村、新立村、安平村、安民村、上利村、那岸村、振兴村、共和村、新贵村、钦联村、布龙村、怀义村、怀阳村、怀仁村和怀礼村。